# Wilhelm Popp

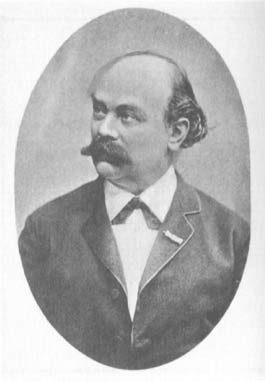
Wilhelm Popp

Wilhelm Popp (Coburg (Duitsland), Hamburg, 29 april 1828 - 25 juni 1902) was een Duits fluitist en componist. Hij was een leerling van de beide fluitisten, componisten en dirigenten die aan het hof in zijn geboortestad werkzaam waren: Louis Drouet en Kaspar Kummer. Nadat hij hofpianist werd in Coburg, was hij vanaf 1867 eerste fluitist van het Hamburgs Philharmonisch orkest. Hij trad voornamelijk op onder het pseudoniem Henry Alberti. 
Hij schreef meer dan 600 werken, voornamelijk salonmuziek voor fluit en piano. Hij haalde veelvuldig inspiratie uit muziek uit verre landen. De vele voordrachtsstukken en etudes die hij schreef maakt dat hij de 'Czerny van de fluit" werd genoemd. 
- Biblioteca Nacional de España: XX5140090
- Bibliothèque nationale de France: cb14129290t (data)
- Gemeinsame Normdatei: 120138980
- International Standard Name Identifier: 0000 0001 0891 9570
- Library of Congress Control Number: n82001077
- Nationale Bibliotheek van Letland: 000112251
- MusicBrainz: c407af94-bb8e-4bc3-86cb-ed3dd8cdd138
- Nationale Bibliotheek van Tsjechië: pna2006322529
- Nationale Bibliotheek van Israël: 987007266492705171
- Nationale Bibliotheek van Polen: a0000001266500
- Nederlandse Thesaurus van Auteursnamen: 071858636
- Istituto Centrale per il Catalogo Unico: PUVV312864
- Système universitaire de documentation: 087887053
- Virtual International Authority File: 42048084
- WorldCat: E39PBJxCCtFB8y9XPJqwM7qqQq